# Heinz Bauer (Mathematiker)

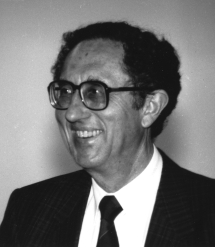
Heinz Bauer (1988)

Heinz Bauer (* 31. Januar 1928 in Nürnberg; † 15. August 2002 in Erlangen) war ein deutscher Mathematiker, der sich mit Wahrscheinlichkeitstheorie und Analysis beschäftigte.

## Leben und Wirken
Bauer besuchte das Gymnasium in Nürnberg und studierte Mathematik und Physik an der Universität Erlangen bei Georg Nöbeling und Otto Haupt und an der Universität Nancy (1952 bei Laurent Schwartz und Jean Dieudonné). 1953 wurde er in Erlangen bei Haupt promoviert und 1956 habilitiert. Danach war er bis 1958 Assistent in Erlangen, unterbrochen von einem Aufenthalt 1956/57 als Attaché de Recherches am CNRS in Paris bei Gustave Choquet und Marcel Brelot. Seit 1959 lehrte er an der Universität Hamburg und wurde dort 1961 – als Nachfolger von Leopold Schmetterer, der nach Wien ging – Professor für Versicherungsmathematik und Mathematische Statistik. 1961/62 war er Gastprofessor an der University of Washington in Seattle bei Victor Klee und 1964 in Paris. 1965 war er wieder an der Universität Erlangen, wo er die Nachfolge von Otto Haupt antrat und als Stochastiker Kollege von Konrad Jacobs war. Daneben hatte er zahlreiche Gastprofessuren inne. 1996 wurde er emeritiert.
Bauer arbeitete auf verschiedenen Teilgebieten der Mathematik und beschäftigte sich intensiv mit Potentialtheorie, Maß- und Integrationstheorie, Wahrscheinlichkeitstheorie und Funktionalanalysis sowie deren Wechselbeziehungen. Das Bauersche Maximumprinzip in der Analysis und Bauersche harmonische Räume sind nach ihm benannt. Bauer war nicht zuletzt durch seinen Frankreichaufenthalt (bei Bourbaki-Mitgliedern) stark von der axiomatischen Methode der Bourbaki-Schule geprägt.
1988 bis 2002 war er im Herausgeber-Gremium der mathematischen Fachzeitschrift Aequationes Mathematicae.
Bauer betreute 32 Doktoranden, von denen viele Professoren wurden, darunter der Systemtheoretiker Diederich Hinrichsen.

## Auszeichnungen und Ehrungen
- Mitglied der Bayerischen (seit 1975), Finnischen, Österreichischen, Dänischen Akademie der Wissenschaften und der Leopoldina (ab 1991 als deren Obmann für Mathematik)
- Bayerischer Verdienstorden
- 1974 war er Invited Speaker (Plenarvortrag) auf dem Internationalen Mathematikerkongress in Vancouver (Aspects of modern potential theory).
- 1980 Chauvenet-Preis der MAA für den Aufsatz „Approximation and Abstract Boundaries“.[2]
- 1987 Ehrenmedaille der Karls-Universität Prag
- 1992 Ehrendoktor der Karls-Universität Prag
- 1994 Ehrendoktor der TU Dresden
- 1998 Bayerischer Maximiliansorden für Wissenschaft und Kunst

1977 war er Präsident der Deutschen Mathematiker-Vereinigung.

## Schriften
- Wahrscheinlichkeitstheorie und Grundzüge der Maßtheorie (= Sammlung Göschen. Band 1216/1216a, ZDB-ID 842269-2). Band 1.[3] de Gruyter, Berlin 1964 (In späteren Auflagen wurde der Maßtheorie-Teil abgetrennt in einem eigenen Buch. Ab der 4. Auflage als: Wahrscheinlichkeitstheorie. 4., völlig überarbeitete und neugestaltete Auflage. de Gruyter, Berlin u. a. 1991, ISBN 3-11-012190-5; in englischer Sprache: Probability Theory and Elements of Measure Theory. Translated by Lisa Rosenblatt. Holt, Rinehart and Winston, New York NY u. a. 1972, ISBN 0-03-081621-1).
- Harmonische Räume und ihre Potentialtheorie. Ausarbeitung einer im Sommersemester 1965 an der Universität Hamburg gehaltenen Vorlesung (= Lecture Notes in Mathematics. Band 22, ISSN 0075-8434). Springer, Berlin 1966.
- Differential- und Integralrechnung. Vorlesung. 2 Bände. Universitätsbuchhandlung Merkel, Erlangen 1966–1967.
- mit Bernd Anger: Mehrdimensionale Integration. Eine Einführung in die Lebesguesche Theorie (= Sammlung Göschen. Band 2121). de Gruyter 1976, ISBN 3-11-004612-1.
- Maß- und Integrationstheorie. de Gruyter, Berlin u. a. 1990, ISBN 3-11-012772-5 (2., überarbeitete Auflage. ebenda 1992; in englischer Sprache: Measure and Integration Theory (= De Gruyter Studies in Mathematics. Band 26). de Gruyter, Berlin u. a. 2001, ISBN 3-11-016719-0).
- Selecta. Edited by Herbert Heyer, Niels Jacob and Ivan Netuka. de Gruyter, Berlin u. a. 2003, ISBN 3-11-017350-6.